# Lyman (Utah)
Lyman es una localidad del condado de Wayne, estado de Utah, Estados Unidos. Se encuentra junto a la carretera estatal 24. Según el censo de 2000 la población era de 234 habitantes.

## Geografía
Lyman se encuentra en las coordenadas 38°23′46″N 111°35′20″O / 38.39611, -111.58889.
Según la oficina del censo de Estados Unidos, la localidad tiene una superficie total de 4,9 km². No tiene superficie cubierta de agua.
- Datos: Q482704
- Multimedia: Lyman, Utah / Q482704

1. ↑  Zip Data Maps, código ZIP n.º 84749.